# Верой и правдой
«Верой и правдой» — советский двухсерийный художественный фильм 1979 года, производственная драма режиссёра Андрея Смирнова.

## Сюжет
Фильм повествует о переломном этапе для советской архитектуры, когда в 1950—1960 годах началось массовое строительство и люди начали постепенно переезжать из коммунальных квартир.
Архитектор Квашнин и его ученик Минченко, вынужденно следуя изменениям линии партии по отношению к жилищному строительству, от проектирования сталинских зданий переходят к панельным хрущёвкам. В пылу борьбы страдают их проекты, которые могли бы сказать новое слово в градостроительстве

## История создания
В изначальный вариант сценария Александра Червинского входила гораздо более масштабная картина истории жилищного строительства от 1950-х до 1970 годов. В итоге, после вынужденных цензурных правок, режиссёру пришлось значительно урезать замысел. По мнению Андрея Смирнова из фильма в результате фактически выпала хрущёвская эпоха и были сильно сглажены острые углы.
Несмотря на это, он стал практически единственной в советском кинематографе картиной, поднявшей вопросы о месте и значении архитектуры в жизни. О том, что личные амбиции творцу приходится вынужденно соотносить с эстетикой современного общества при любой эпохе. Некоторые критики проводили параллель между фильмом Смирнова и снятой в 1987 году киноработой Питера Гринуэя «Живот архитектора».

## В ролях
- Елена Проклова — Клавдия (серии 1—2)
- Александр Калягин — Владислав Александрович Минченко, архитектор (серии 1—2)
- Сергей Плотников — Иван Никитич Квашнин, архитектор, директор экспериментального конструкторского бюро жилых панельных домов (серии 1—2)
- Сергей Шакуров — Сергей Кряквин (Сергуня), строитель, позже — инженер экспериментального конструкторского бюро жилых панельных домов (серии 1—2)
- Леонид Марков — Павел Резин, министр строительства (серии 1—2)
- Евгений Леонов — Евгений Савельевич Банников, представитель министерства строительства, позже — начальник комбината по производству панелей жилых домов (1 серия)
- Лев Дуров — Машкин, архитектор, друг Минченко (2 серия)
- Нонна Мордюкова — Паня, соседка Клавдии, жена Кости, жительница первого многоквартирного панельного дома в Москве (серии 1—2)
- Кира Головко — мать Владислава Минченко (первая серия)
- Валентина Талызина — тётка Сергея Кряквина (Сергуни) (первая серия)
- Тамара Акулова — Ольга, дочь Клавдии (в титрах — Т. Шерлинг) (вторая серия)
- Иван Бортник — Константин, метростроевец, муж Пани, житель первого многоквартирного панельного дома в Москве (вторая серия)
- Юрий Соколов — прораб
- Алексей Дроздов — член архитектурной комиссии
- Зинаида Кулакова — соседка Квашнина

## Съёмочная группа
- Сценарий Александра Червинского
- Постановка Андрея Смирнова
- Оператор-постановщик: Игорь Бек
- Художники-постановщики: Александр Бойм, Александр Макаров
- Композитор — Николай Каретников
- Режиссёр — Николай Досталь

Начальные и финальные кадры фильма с высоты птичьего полёта показывают активно застраиваемый в конце 1970-х годов московский район Тропарёво и, в частности, возводимые высотные архитектурные доминанты — гостиничные комплексы «Салют» и Центральный дом туриста.